# Lupoglav (Brckovljani)
Lupoglav is een plaats in de gemeente Brckovljani in de Kroatische provincie Zagreb. De plaats telt 1064 inwoners (2001).